# Irina Wanka
Irina Wanka (* 28. Juni 1961 in München) ist eine deutsch-österreichische Schauspielerin und Synchronsprecherin.

## Leben
Die Tochter von Rolf Wanka wurde im Alter von sieben Jahren von Luchino Visconti entdeckt und für seinen Film Die Verdammten besetzt. Einem größeren Publikum wurde sie durch die österreichische Familienserie Familie Merian bekannt. Nach der Beendigung ihres Schauspielstudiums folgten zahlreiche Fernsehfilme und Serien wie beispielsweise Hotel Paradies, Dr. Stefan Frank – Der Arzt, dem die Frauen vertrauen, Die Elsässer, Schlosshotel Orth oder Geld.Macht.Liebe. Wanka wirkte als Schauspielerin vor der Kamera in bisher über 50 Film-und-Fernsehproduktionen mit.
Als Synchronsprecherin lieh Wanka unter anderem Sophie Marceau (La Boum – Die Fete, La Boum 2 – Die Fete geht weiter), Charlotte Gainsbourg, Isabelle Huppert, Jennifer Lopez, Renée Zellweger, Nicole Kidman und Miroslava Šafránková ihre Stimme. Zudem arbeitet sie als Off-Sprecherin für die Dokumentarfilmreihe Lebenslinien des BR Fernsehens.
Irina Wanka ist Vorsitzende des Interessenverbandes Deutscher Schauspieler e. V. Sie ist Mitglied im Stiftungsbeirat IVQS Stiftung – gegen Altersarmut bei Schauspielern.
Wanka ist verheiratet und hat zwei Kinder, ihre Tochter Rosalie ist Tänzerin und Choreografin. Wanka lebt in München. Neben ihrer Muttersprache Deutsch spricht sie auch fließend Englisch, Französisch, Italienisch und Spanisch.

## Filmografie
- 1969: Die Verdammten
- 1974: Der Kommissar (Fernsehserie, Folge: Domanns Mörder)
- 1975: Tatort: Die Abrechnung
- 1976: Das feuerrote Spielmobil – Schneewittchen Teil I und II
- 1976: Der Vetter im 7. Bezirk
- 1977: Jörg Preda berichtet
- 1979: Mirko und Franca
- 1980–1997: Derrick (Fernsehserie, 8 Folgen, verschiedene Rollen)
- 1980–1993: Familie Merian (Fernsehserie)
- 1983: Tatort: Mord ist kein Geschäft
- 1983–1998: Der Alte (Fernsehserie, 2 Folgen, verschiedene Rollen)
- 1983: Der Sandmann
- 1984: Weltuntergang
- 1985: Die Frau mit den Karfunkelsteinen
- 1986: Der Tod des weißen Marabut
- 1987: Wallenstein (Miniserie)
- 1989–2014: SOKO München (Fernsehserie, 11 Folgen, verschiedene Rollen)
- 1990: Hotel Paradies (Fernsehserie, 4 Folgen)
- 1991: Insel der Träume (Fernsehserie, 1 Folge)
- 1992: Das Auge Gottes
- 1993: Das Traumschiff – Hongkong
- 1993: Donauprinzessin (Fernsehserie, 2 Folgen)
- 1995: Dr. Stefan Frank – Der Arzt, dem die Frauen vertrauen (Fernsehserie, 1. Staffel)
- 1996: Der Bergdoktor (Fernsehserie, 2 Folgen)
- 1996: Die Elsässer
- 1999: Anwalt Abel (Fernsehserie, 1 Folge)
- 2001: Für alle Fälle Stefanie (Fernsehserie, 1 Folge)
- 2001: Vera Brühne
- 2002: Das Duo: Tod am Strand
- 2004–2006: Schlosshotel Orth (Fernsehserie, 29 Folgen)
- 2005–2012: SOKO Wien (Fernsehserie, 2 Folgen, verschiedene Rollen)
- 2005: Der Ranger
- 2006: Klimt
- 2006: Ein Fall für zwei (Fernsehserie, 1 Folge)
- 2006: Ein perfekter Freund
- 2007: Ein Paradies für Pferde
- 2007: Auf dem Nockherberg (Singspiel, als Ursula von der Leyen)
- 2009: Die Rosenheim-Cops (Fernsehserie, Folge: Zu Tode betrübt)
- 2009: Geld.Macht.Liebe (Fernsehserie, 17 Folgen)
- 2009: Reporters (Fernsehserie, 1 Folge)
- 2010: Die Liebe kommt mit dem Christkind
- 2011: Kommissar Rex (Fernsehserie, 1 Folge)
- 2011: Schnell ermittelt (Fernsehserie, 1 Folge)
- 2011: Der Winzerkrieg
- 2011: Das Glück dieser Erde (Miniserie)
- 2012: Engrenages (Fernsehserie, 1 Folge)
- 2013: V8 – Du willst der Beste sein
- 2015: V8 – Die Rache der Nitros
- 2017: Crash Test Aglaé
- 2017: Die Chefin (Fernsehserie, 1 Folge)
- 2018: Vorstadtweiber (Fernsehserie, 1 Folge)
- 2018: Der große Rudolph
- 2019: WaPo Bodensee (Fernsehserie, Folge: Seidenstraße)
- 2020: Oktoberfest 1900 (Fernsehserie)
- 2021: Kommissarin Lucas – Nürnberg (Fernsehreihe)
- 2021: Nie zu spät
- 2022: Letzte Spur Berlin (Fernsehserie, Folge: Recht und Gerechtigkeit)
- 2022: SOKO Stuttgart (Fernsehserie, Folge: Stille Nacht)

## Synchronisation (Auswahl)
Charlotte Gainsbourg
- 1985: Das freche Mädchen als Charlotte Castang
- 2009: Antichrist als Sie
- 2011: Melancholia als Claire
- 2017: Schneemann als Rakel
- 2023: Menschliche Dinge als Claire Farel

Sophie Marceau
- 1980: La Boum – Die Fete als Vic
- 1982: La Boum 2 – Die Fete geht weiter als Vic
- 1988 Chouans! – Revolution und Leidenschaft (Chouans) als Céline
- 2008: LOL (Laughing Out Loud) als Anne
- 2014: Ein Augenblick Liebe als Elsa

### Filme
- 1977: Kantorka in Krabat (1. Synchro)
- 1975: Miroslava Šafránková in Die kleine Meerjungfrau als 6. Tochter des Meerkönigs
- 1984: Tami Stronach in Die unendliche Geschichte als Kindliche Kaiserin
- 1994: Thandie Newton in Interview mit einem Vampir als Yvette
- 1998: Jane March in Tarzan und die verlorene Stadt als Jane
- 1997: Jennifer Lopez in U-Turn – Kein Weg zurück als Grace McKenna
- 1999: Nicole Kidman in Eyes Wide Shut als Alice Harford
- 1999: Liv Tyler in Plunkett & Macleane – Gegen Tod und Teufel als Lady Rebecca Gibson
- 1999: Renée Zellweger in Der Junggeselle als Anne Arden
- 2013: Isabelle Huppert in Dead Man Down (1. Synchro) als Maman Louzon

### Serien
- 1976–1985: Melissa Gilbert in Unsere kleine Farm als Laura Ingalls
- 1984–1985: Judi Trott in Robin Hood als Lady Marion of Leaford
- 1996–2000: Neve Campbell in Party of Five als Julia Salinger
- 1998: Chika Sakamoto in Sailor Moon als Sailor Star Healer / Yaten Kou
- seit 2004: Emilia Fox in Silent Witness als Dr. Nikki Alexander
- 2020: Alison Bruce als Lois Tremaine in One Lane Bridge

## Hörspiele (Auswahl)
- 1975: Michael Ende: Momo (Hörspiel – Karussell)
- 1978: Johanna Spyri: Heidi (Hörspiel – Märchenland) – Klara
- 1998: Michael Koser: Der letzte Detektiv: Drachentöter – Regie: Werner Klein (Hörspiel – BR)
- 2002: Umberto Eco: Baudolino – Regie: Leonhard Koppelmann
- 2005: Thomas Stiller: Stille Nacht – Heilige Nacht – Regie: Christoph Dietrich (Hörspiel – SWR)